# Allophylus camptoneurus
Allophylus camptoneurus är en kinesträdsväxtart som beskrevs av Ludwig Radlkofer. Allophylus camptoneurus ingår i släktet Allophylus och familjen kinesträdsväxter. Inga underarter finns listade i Catalogue of Life.